# Kvasica
Kvasica – wieś w Słowenii, w gminie Črnomelj. W 2018 roku liczyła 58 mieszkańców.